# 相木昌朝
相木 昌朝（あいき まさとも）/阿江木常喜（あいきじょうき）は、戦国時代の武将。信濃国佐久郡の国衆・阿江木依田氏の一族。佐久郡相木城主。佐久郡の岩村田大井氏の宿老か。のち甲斐武田氏の家臣。

## 出自
清和源氏の流れを汲む依田氏の庶流・阿江木依田氏の一族。信濃長窪城主・大井貞隆の家老だったという（諸説あり）。

## 略歴
永正13年（1516年）、誕生。
『甲陽軍鑑』によれば昌朝は天文11年12月10日に弟を人質として武田氏に差し出し出仕したとしているが、『高白斎記』によれば天文12年（1543年）武田晴信が侵攻した際に大井貞清が敗北しており、昌朝の出仕も同年であると考えられている。
晴信からの信頼も厚く、帰参直後から騎馬80騎持ちで田口城代に任じられた。永禄4年（1561年）第四次川中島の戦いでは別働隊として参加している。
戦後は善光寺平の治安維持を任せられた。善光寺横山城の麓に居館を構えたと伝えられ、その付近を通る旧北国街道には「相木通り」の名が残る。
永禄10年（1567年）死去となっており、この説に従えば享年52となる。
真田幸隆とは同じ信濃先方衆として親交を深めていたこともあり、長女が幸隆の次男・昌輝に嫁いでいる。また、昌朝の次男・市兵衛は山県昌景の娘婿となっている。
子の市兵衛は常林と号しているが、別史料に依田 昌朝とあり、親子の事績が混乱している。
常林は織田信長により武田家が滅ぼされた後の天正壬午の乱で後北条氏に仕え、小田原征伐の際には佐久郡白岩城で挙兵したが、真田昌幸・前田利家らの北国軍に敗れた。

## 登場作品
- 風林火山（2007年、演：近藤芳正）